# Сорокалет, Александр Иванович
Александр Иванович Сорокалет (укр. Олександр Іванович Сорокалєт; 16 апреля 1957, Ворошиловград, Украинская ССР, СССР — 6 ноября 2009) — советский и украинский футболист и тренер, мастер спорта СССР (1977)

## Карьера
Футболом начал заниматься в родном Ворошиловграде. Первый тренер — Владимир Иванович Коваленко. В 1969 году в составе детской команды «Вымпел», стал победителем турнира на приз «Кожаный мяч».
В 1974 году был зачислен в дублирующий состав «Зари». Через два года переведён в основной состав, где отыграл четыре сезона. 22 апреля 1978 года в матче «Заря»-«Черноморец» забил свой первый гол в высшей лиге.
В 1980 году универсального защитника приметили и пригласили в киевское «Динамо», где Сорокалет первых два года играл преимущественно в дублирующем составе и только в 1982 году сумел завоевать место в основе клуба. В том же сезоне стал серебряным призёром первенства и обладателем Кубка СССР.
В 1985 году перешёл в днепропетровский «Днепр» и там был одним из лидеров команды, стал чемпионом и обладателем Кубка СССР. Но из-за частых травм пропустил много игр, что не позволило получить в 1985 году бронзовую, а в 1989 году серебряную медали, так как Сорокалет сыграл недостаточное количество матчей.
В двух последних чемпионатах Советского Союза играл в запорожском «Металлурге».
В еврокубковых турнирах сыграл 18 матчей (в Кубке европейских чемпионов — 5 игр, за киевское «Динамо» и в Кубке УЕФА — 10 матчей за «Днепр»). В олимпийской сборной СССР провёл 9 поединков (принимал участие в двух официальных играх и семи товарищеских).
После окончания активной карьеры, был приглашён в Днепропетровск работать селекционером у тренера В. Грозного, а после его ухода стал помощником Вадима Тищенко. Последние годы трудился менеджером по селекции в «Ростове» (2005—2009).
Скончался 6 ноября 2009 года после тяжёлой болезни.

## Личная жизнь
С супругой познакомились на свадьбе Олега Блохина. Дети — дочь (1987 г. р.) и сын (1996 г. р.)

## Достижения
- Чемпион СССР: 1988
- Серебряный призёр Чемпионата СССР: 1982
- Обладатель Кубка СССР (2): 1982, 1988/89